# Ampelomyces quercinus
Ampelomyces quercinus är en svampart som först beskrevs av Hans Sydow, och fick sitt nu gällande namn av Rudakov 1979. Ampelomyces quercinus ingår i släktet Ampelomyces och familjen Phaeosphaeriaceae.   Inga underarter finns listade i Catalogue of Life.